# Памиут
Памиут (дат. Paamiut или Frederikshåb, гренл. Paamiut) — город и центр одноимённого муниципалитета на юге Западной Гренландии. Граничит с Нарсаком на востоке, Ивиттуутом — на юге, Нууком — на севере, Лабрадорским морем — на западе.
Памиут расположен в южной части устья, называемого Куаннерсоог. Название города означает «те, кто переселился к устью».
Первые поселения появились здесь по крайней мере в 1500 году. Город был основан в 1742 году и процветал благодаря торговле пушниной и продуктами китобойного промысла. Также была развита художественная резьба по мыльному камню. В 1950-х Памиут рос благодаря расцвету ловли треской. Однако в 1989 году добыча трески сократилась. Согласно плану G60, все население муниципалитета было сосредоточено в Паамиуте, что резко увеличило численность его населения, достигшую 2100 чел (ныне 1817).
В городе расположена одна из красивейших церквей Гренландии. Она была построена в 1909 году из дерева в норвежском стиле. В центре города расположен местный музей, в том числе плотницкая мастерская и склад соли в зданиях предыдущего столетия.
Как и в других городах Западной Гренландии, море свободно ото льда, что обеспечивает круглогодичную занятость местному населению, занятому ловлей рыбы. К осени приходят айсберги, обычно идущие вдоль восточного берега, но заворачивающие и в Паамиут. На них всегда много тюленей, и в это время на них охотятся.

## Климат
- Среднегодовая температура воздуха — −0,9 °C
- Относительная влажность воздуха — 82,6 %
- Средняя скорость ветра — 3,6 м/с

| Показатель                            | Янв. | Фев. | Март | Апр. | Май | Июнь | Июль | Авг. | Сен. | Окт. | Нояб. | Дек. | Год  |
| ------------------------------------- | ---- | ---- | ---- | ---- | --- | ---- | ---- | ---- | ---- | ---- | ----- | ---- | ---- |
| Средняя температура, °C               | −7,6 | −7,9 | −6,9 | −2,1 | 1,7 | 4,3  | 5,8  | 5,8  | 4,0  | 0,4  | −3,2  | −5,9 | −0,9 |
| Источник: NASA. База данных RETScreen |      |      |      |      |     |      |      |      |      |      |       |      |      |